# Ischnostrangalis frugalis
Ischnostrangalis frugalis är en skalbaggsart som beskrevs av Holzschuh 1991. Ischnostrangalis frugalis ingår i släktet Ischnostrangalis och familjen långhorningar. Inga underarter finns listade i Catalogue of Life.